# Анархія (Англія)
Громадянська війна в Англії 1135—1154 років — тривалий феодальний конфлікт в Англо-Нормандській державі середини XII століття, спричинений боротьбою за престол після смерті короля Генріха I. Обрання англійським королем у 1135 році Стефана Блуаського було оскаржено прибічниками імператриці Матильди, дочки Генріха I. Аристократія країни поділилась на два ворожі табори й упродовж близько двох десятиліть вела міжусобну війну, ускладнену агресією з боку Шотландії та Анжуйського графства. Боротьба завершилась 1153 року, коли король Стефан визнав своїм спадкоємцем сина Матильди Генріха Плантагенета, який наступного року вступив на престол і заснував династію Плантагенетів. В англійській історіографії цей період відомий під назвою «Анархія» (англ. the Anarchy).

## Проблема спадкування престолу

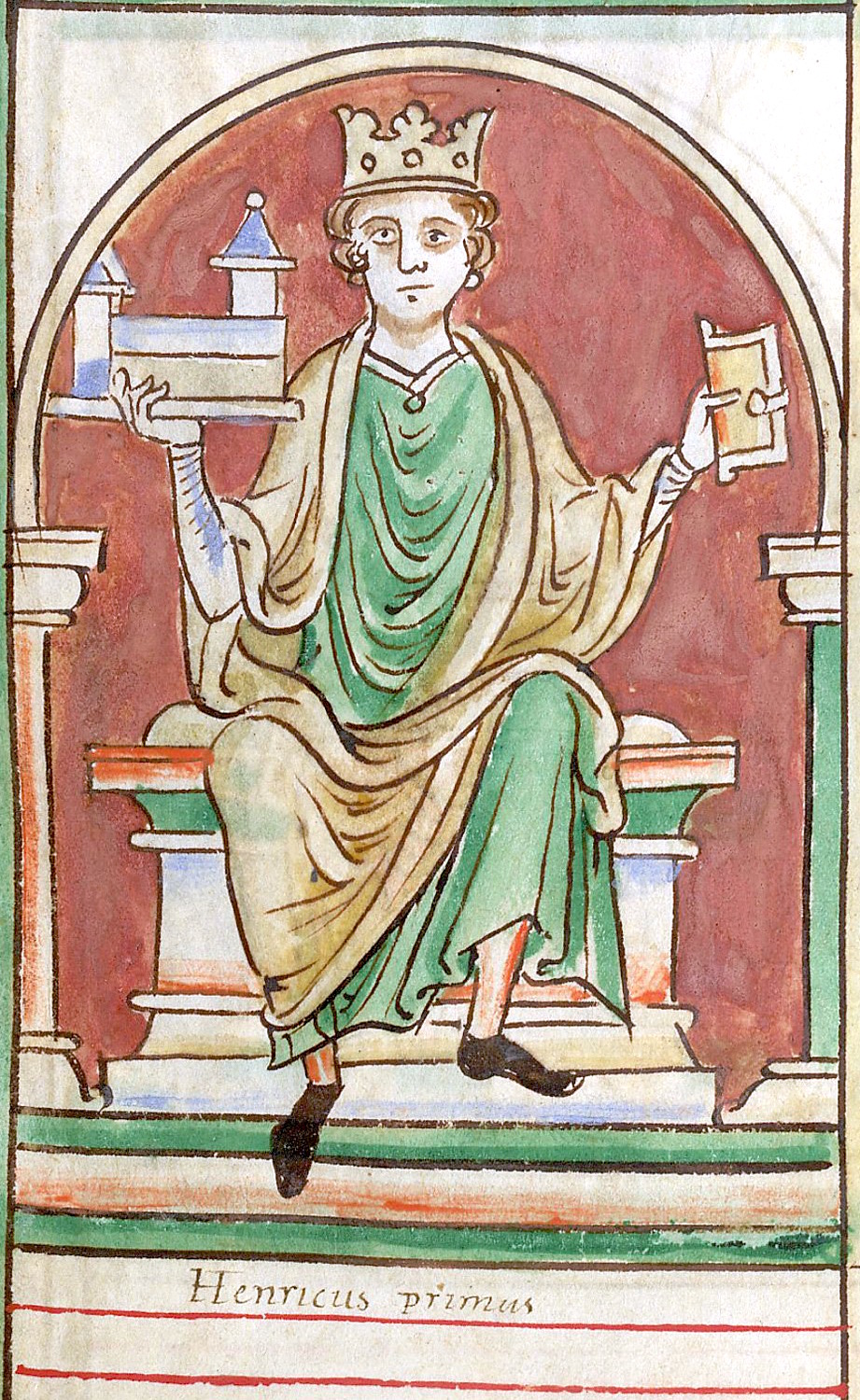
Генріх I Боклерк

Незважаючи на наявність багатьох побічних дітей, король Генріх I мав лише одного законного сина — Вільгельма, який 1120 року трагічно загинув у катастрофі судна поблизу берегів Нормандії. Невдовзі після цього Генріх I одружився вдруге, з Аделізою Лувенською, але цей шлюб виявився бездітним. Єдиним нащадком герцогів Нормандії прямою чоловічою лінією й першим кандидатом на престол Англонормандської монархії залишився Вільгельм Клітон, син старшого брата і давній супротивник Генріха I, однак і він 1128 року помер. Король наблизив до себе Стефана Блуаського, сина своєї сестри Адели Нормандської, якому думав передати престол у разі своєї смерті. Але 1125 року помер імператор Генріх V, чоловік дочки Генріха I Матильди. Остання прибула в Англію, де її продовжували називати імператрицею Матильдою, й була проголошена спадкоємицею престолу Англії та Нормандії. У 1127 році король організував складання баронами королівства клятви вірності Матильді. Однак значна частина англонормандської аристократії із невдоволенням ставилась до перспективи передачі престолу жінці, до того ж невдовзі батько й дочка серйозно посварились.
Традиція правління жінками ані в Англії, ані в Нормандії ще не склалась. Сама Матильда після свого шлюбу з імператором Генріхом V рідко бувала в Англії й не мала впливової опори серед баронів. Більше того, імператриця відзначалась неприємним характером, була пихатою, зверхньою й вимогливою. Найбільшої перестороги викликав її другий шлюб: 1127 року вона вийшла заміж за Жоффруа Плантагенета, спадкоємця Анжуйського графства і представника дому, який упродовж понад століття був основним супротивником нормандських герцогів у Франції. Можливість встановлення в Англонормандській монархії Анжуйської династії серйозно турбувала місцеву знать.
Племінники Генріха I, сини його сестри Адели Нормандської, Тібо II Шампанський і Стефан Блуаський мали гарну репутацію серед англонормандської аристократії й були досить популярними. Старший Тібо був правителем двох великих французьких графств — Блуа і Шампані. Стефан, хоч і був молодшим братом, мав набагато більше зв'язків в Англії та Нормандії. Він виховувався при дворі Генріха I, який особисто посвятив його в лицарі, та був власником чималих земель в Англії (Ланкастер і Ай) та Нормандії (Мортенське графство). Окрім того, одруженням зі спадкоємицею Булонського графства Стефан придбав важливий стратегічний пункт на Ла-Манші й землі, що не належали Булонським графам в Англії.

## Коронація Стефана (1135—1136 років)

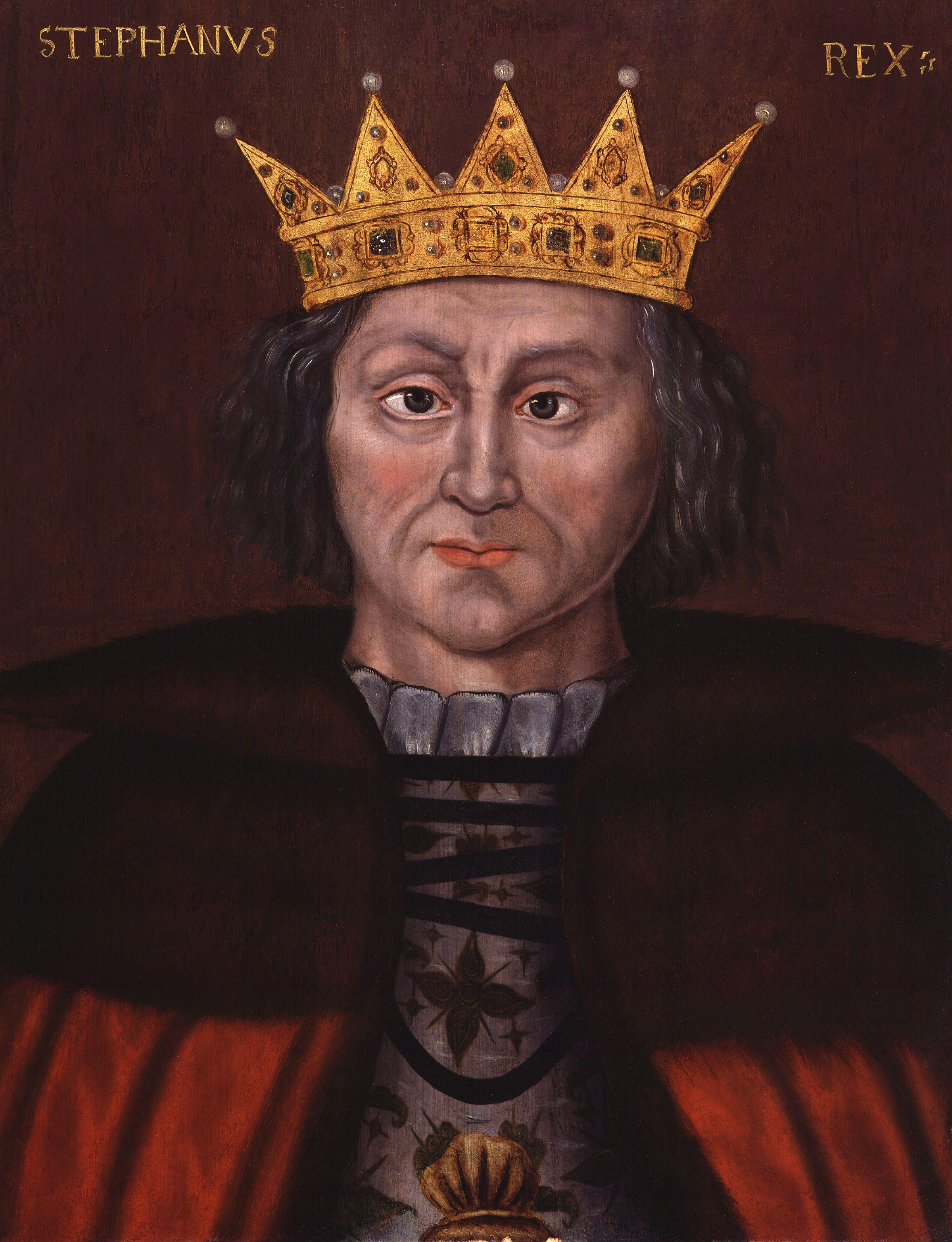
Стефан Блуаський

Негайно після смерті короля Генріха I 1 грудня 1135 року, Стефан відплив до Англії. Поки в Нормандії барони обговорювали питання, кого слід обрати наступником Генріха I, Стефан прибув у Лондон, де його з натхненням зустріли місцеві жителі, й був проголошений королем. Він негайно поспішив у Вінчестер і захопив королівську казну. Вже 22 грудня 1135 року Стефан був коронований королем Англії. На початку наступного року його коронація була визнана папою римським, що означало звільнення англонормандської аристократії від провини за невиконання клятви вірності, даної раніше Матильді. Під час сходження на трон Стефан видав хартію, в якій обіцяв духовенству невтручання корони до прав церкви, аристократії — пом'якшення низки королівських законів, а простому люду — скасування данських грошей.
Успіху Стефана сприяла підтримка, яку надало йому англійське духовенство. Молодший брат Стефана Генріх Блуаський був єпископом Вінчестера і мав значний вплив в англійській церкві. На бік Стефана також встали архієпископ Кентерберійський Вільгельм де Корбейль і Роджер Солсберійський, фактичний глава королівської адміністрації в Англії. У березні-квітні 1136 року на засіданнях Великої королівської ради у Вестмінстері й Оксфорді нового короля підтримала й англійська аристократія, включаючи Роберта Глостерського, зведеного брата імператриці Матильди. Визнання аристократії вимагало від Стефана значних поступок: перші роки його правління відзначились роздаванням земель і безпрецедентною кількістю нових графських титулів, започаткованих для англійського дворянства. Агресія шотландського короля у 1136 році була зупинена ціною поступки Карлайлу, Донкастеру й володіннями Гантінгдонського графства. Тим не менше, після укладення 1136 року угоди між королем і Робертом Глостерським, за свідченням сучасників, вся Англія підкорилась королю Стефану.

## Війна в Нормандії (1137—1140 років)
Умиротворення в Англії дозволило Стефану у 1137 році вирушити в Нормандію. Після смерті Генріха I Матильда закріпилась у південній Нормандії, отримавши фортеці Домфрон, Аржантен, Алансон і Се. Однак введення в герцогство загонів Жоффруа Анжуйського, які почали розграбовувати нормандські землі, спричинив хвилювання місцевої аристократії. Матильді не вдалось залучити на свій бік дворянство Котантену й Верхньої Нормандії, а успішні дії Галерана де Бомона, графа де Мьолан, зупинили просування анжуйців. Коли Стефан у березні 1137 року висадився в Нормандії, він міг розраховувати на допомогу антианжуйськи налаштованого дворянства, підтримку короля Франції й графа Блуаського, а також на лояльність нормандського духовенства. Однак воєнні дії розвивались невдало: похід на Аржантен провалився, в армії почались конфлікти між нормандським лицарством і фламандськими найманцями короля. До кінця 1137 року Стефан був змушений повернутись до Англії. Наступного року під контроль анжуйців потрапили Бессен, Кан і більша частина Котантену, й до 1140 року, незважаючи на контратаки Галерана де Бомона і Вільгельма Іпрського, центральні та західні області Нормандії визнали владу Матильди.

## Початок війни в Англії (1138—1140 роки)
Невдача в Нормандії, нове вторгнення шотландських військ 1138 року до Північної Англії та повстання в Уельсі сильно послабили становище короля. Вже влітку 1138 року Роберт Глостерський заявив про свій перехід на бік Матильди й почав підготовку до війни. До нього незабаром приєдналось багато баронів західних та південних графств. Первинно успіх був на боці короля: йому вдалось захопити основні укріплені пункти заколотників, в тому числі Шрусбері, Герефорд, Дувр і Варем, а армія шотландського короля Давида I була розбита північноанглійським ополченням у «битві Штандартів». Однак арешт і конфіскація майна Роджера, єпископа Солсберійського, та двох його племінників (єпископів Лінкольнського та Елійського) у 1139 році позбавили короля підтримки англійського духовенства, яку він мав з початку царювання. 30 вересня того ж року в Еранделі висадилась імператриця Матильда й Роберт Глостерський, що спричинило новий підйом баронського заколоту. Роберт закріпився у Бристолі, який упродовж наступного десятиліття залишався військовим центром прибічників Матильди. Операції короля у відповідь були вкрай невдалими: Стефан один за одним брав у облогу замки повсталих баронів, однак тільки один із них (Малмсбері) вдалось узяти. Дії військ короля у 1139—1140 роках не мали системності та будь-якого плану, що у поєднанні з невчасними проявами галантності (Матильді було надано королівський ескорт для переїзду з Ерандела в Бристоль) різко погіршило становище короля у країні. У квітні 1139 року Стефан був змушений поступитись шотландцям усім Нортумберлендом, що продемонструвало слабкість короля. У той самий час прибічники Матильди розграбували Вустер, а в листопаді 1139 року Роберт Глостерський захопив Вінчестер, де знаходилась англійська королівська казна.
До середини 1140 року Англія виявилась розділеною на два табори: у західних та південно-західних графствах укріпились прибічники імператриці Матильди на чолі з Робертом Глостерським та Мілем Глостерським. Крайнім східним форпостом Матильди був Воллінгфорд неподалік від Оксфорда, який боронив її вірний соратник Брайєн Фіц-Каунт. Під владою короля залишились Лондон і східні графства. Воєнні дії велись, головним чином, на території Беркширу, Вілтширу, Глостерширу й Оксфордширу. Війна тривала зі змінним успіхом, супроводжувалась розграбуванням земель, підпалами міст, облогами замків і фактично набула характеру взаємних грабіжницьких рейдів: уникаючи битв, феодали з одного та іншого боку прагнули захопити якомога більше здобичі. Маючи за головну мету власне збагачення, а не політичні переконання, багато лицарів неодноразово переходили з табору Матильди у табір Стефана й назад, б'ючись на боці того, хто більше заплатить.

## Полон короля і правління Матильди (1141 рік)

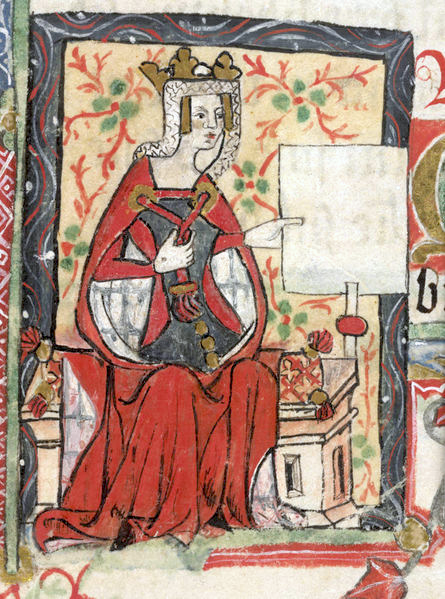
Імператриця Матильда

У 1140 році на бік Матильди перейшов Ранульф де Жернон, граф Честер, один з найсильніших та найбагатших англонормандських аристократів, що контролював весь північний захід країни. Наприкінці 1140 року Ранульф захопив Лінкольн, жителі якого звернулись по допомогу до короля. Стефан поспішив на північ, однак неподалік від Лінкольна його зустріла велика армія Ранульфа Честерського і Роберта Глостерського, до складу якої, зокрема, входили й валлійські загони. У битві під Лінкольном 2 лютого 1141 року королівська армія була вщент розбита, сам король Стефан потрапив у полон.
Полонений Стефан був перевезений у Бристольський замок. Матильда й Роберт Глостерський вирушили у Вінчестер, де 8 квітня 1141 року Матильда була обрана королевою Англії. Вона прийняла титул правительки Англії (лат. Domina Anglorum) та на чолі своїх загонів вирушила до Вестмінстера, де за традицією відбувалась коронація англійських монархів. Міста, розташовані на шляху слідування Матильди (Вілтон, Оксфорд, Редінг), визнали її владу. Лондонці, що підтримували Стефана, під тиском папського легата Генріха Блуаського також відчинили свої ворота перед імператрицею. Однак брутальність і зверхність Матильди, її зневага до міських привілеїв й вимоги тальї невдовзі спричинили заколот в Лондоні. Імператриця була змушена тікати в Оксфорд. Більше того, у південно-західних графствах була сформована армія прибічників Стефана, на чолі якої встала дружина короля Матильда Булонська. До неї приєдналась частина баронів, які раніше підтримували імператрицю, але розчарувались у методах її правління. Війська Матильди Булонської вступили в Лондон, а потім рушили на захід назустріч армії імператриці. 14 вересня 1141 року неподалік від Вінчестера армія Матильди Булонської розгромила загони імператриці. Хоча останній вдалось втекти з поля бою, її брат і лідер партії її прибічників Роберт Глостерський був узятий у полон. 1 листопада 1141 року Роберта обміняли на короля Стефана, який таким чином отримав свободу.

## Реставрація Стефана (1141—1148 роки)
Після звільнення популярність Стефана значно зросла, багато в чому завдяки жорстокому поводженню з ним у в'язниці й обуренню політикою Матильди у період її нетривалого правління. 7 грудня у Вестмінстері під головуванням легата відбувся синод англійської церкви, що визнав Стефана королем і пригрозив прибічникам Матильди відлученням від церкви. 25 грудня відбулась повторна коронація Стефана. Хвороба короля на деякий час відклала відновлення війни, але в середині 1142 року, коли Роберт Глостерський вирушив у Нормандію просити підкріплень у Жоффруа Анжуйського, Стефан перейшов до активних дій. Йому вдалось переманити на свій бік Ранульфа де Жернона, а потім захопити Варем, Чіренчестер і Радкот, відрізавши таким чином Матильду в Оксфорді від основних сил її прихильників у західних графствах. 26 вересня 1142 року королівська армія штурмом взяла Оксфорд, зачинивши імператрицю в Оксфордському замку. Облога замку тривала три місяці, допоки 20 грудня Матильда не здійснила зухвалу втечу з фортеці кригою Темзи у Воллінгфорд.
На початку 1143 року положення стабілізувалось. Прихильники Матильди зберегли свої позиції у західних графствах, де, за висловом сучасника, граф Роберт правив від моря до моря (від Бристольської затоки до узбережжя Дорсету), а також ексклав у Воллінгфорді, тоді як центральні та східні графства перейшли під контроль короля. Поразка Стефана у битві під Вілтоном 1143 року й подальша капітуляція Шерброну перед військами Роберта Глостерського не дозволили королю продовжити наступ на захід, та у країні встановилась крихка рівновага. У Нормандії, однак, перевага все більше схилялась на бік Матильди: анжуйці захопили Мортен, Фалез, Лізьє, Кутанс, Сен-Ло й проникли у Вексен. До кінця 1143 року війська прибічників Матильди взяли Шербур. 19 січня 1144 року здався Руан, а наступного дня в Руанському соборі Жоффруа Плантагенет був проголошений герцогом Нормандії.
Незважаючи на встановлення відносного статус-кво в Англії, слабкість королівської влади сприяла розгулу феодальної анархії у східних та центральних графствах. За роки громадянської війни практично кожен англійський барон набув власну дружину, яку часто використовували для грабіжницьких набігів на землі сусідів, міста чи абатства. Король не мав достатньо сил, щоб відновити порядок у країні. Так, коли 1143 року Стефан конфіскував володіння і замки Жоффруа де Мандевіля за його стосунки з імператрицею Матильдою, той втік на острів Ілі, який перетворив на укріплений табір, та упродовж року тероризував околиці, розкрадаючи прилеглі землі, в тому числі церковні, та вбиваючи місцевих жителів без розрізнення статі чи віку.
Поступово, однак, табір прибічників імператриці Матильди послабшав. Зі смертю Міля Глостерського у 1143 році, Жоффруа де Мандевіля у 1144 році і графа Роберта у 1147 році партія імператриці втратила своїх лідерів. Другий хрестовий похід, що почався 1146 року, призвів до від'їзду в Палестину багатьох впливових баронів, що пом'якшило гостроту протистояння в країні. Хоч на початку 1147 року в Англії висадився юний принц Генріх Плантагенет, син Матильди й Жоффруа Анжуйського, йому не вдалось активізувати дії своїх прибічників. Незабаром він повернувся в Нормандію, а на початку 1148 року за ним поїхала імператриця Матильда.

## Завершення війни (1148—1153 роки)
Після від'їзду імператриці Матильди з Англії, воєнні дії між двома партіями фактично припинились. Хоча упродовж наступних п'яти років у країні періодично спалахували бунти тих чи інших баронів, в цілому у країні встановився відносний спокій. Стефану так і не вдалось встановити контроль над усією аристократією Англії: значна частина баронів західних графств все ще мала самостійність та відмовлялась визнавати Стефана королем. Не контролював Стефан і Північну Англію, де володарювали шотландці і два найбільших англонормандських барони — Ранульф де Жернон, граф Честер, і Роберт де Бомон, граф Лестер. В інших частинах країни місцева аристократія, хоч і визнавала владу короля, фактично мала повну свободу.
У той час як партія Матильди в Англії зазнала поразки, Нормандія з 1144 року перейшла під владу анжуйців. Жоффруа Плантагенет був визнаний герцогом Нормандії, в тому числі й французьким королем. Політика Жоффруа стала обережнішою, що дозволило йому надбати підтримку значної частини місцевої аристократії й духовенства. У 1150 році управління Нормандією було передано його сину принцу Генріху, а за рік Жоффруа помер. Генріх, як прямий нащадок королів Англії й герцогів Нормандії, був набагато більш прийнятною кандидатурою для знаті обома берегами Ла-Маншу, ніж його мати Матильда й батько Жоффруа Анжуйський. Після від'їзду Матильди з Англії 1149 року Генріх очолив партію супротивників короля Стефана. Первинно, однак, його дії були малоуспішними. У 1149 році він висадився у Північній Англії, де був посвячений у лицарі шотландським королем Давидом I, але план спільного з шотландцями нападу на Йорк провалився через підхід великої армії Стефана. Потім Генріх закріпився в Глостерширі, але єдиним результатом його операцій в цьому регіоні стало взяття Брідпорта в Девоні. Вже у січні 1150 року Генріх повернувся до Нормандії.

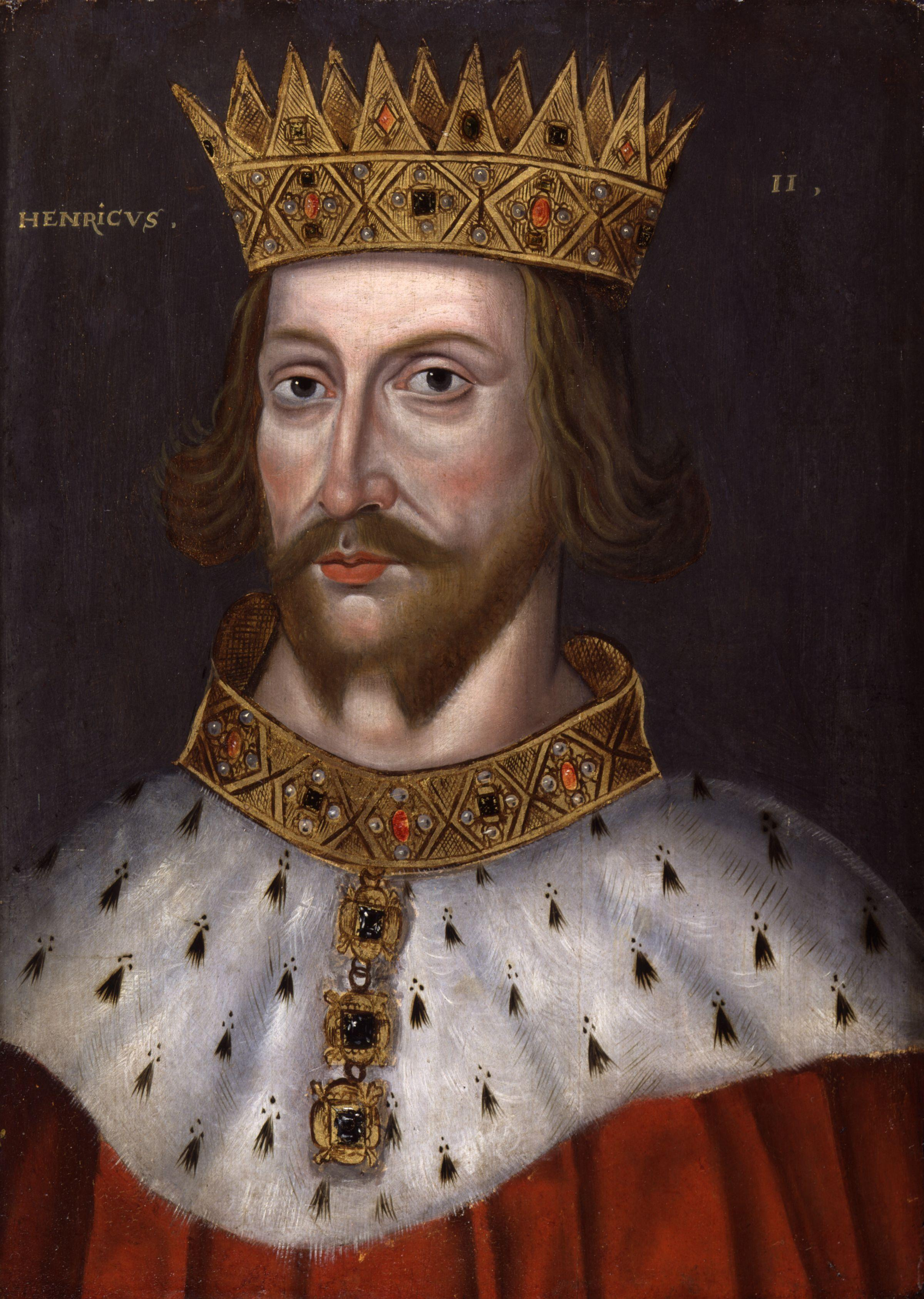
Генріх II Плантагенет

Відновлення спроб завоювання англійського престолу Генріху довелось відкласти через війну з французьким королем Людовіком VII і смерть Жоффруа Анжуйського. Однак у 1152 році сили Генріха різко зросли: 18 травня 1152 року він одружився з Елеонорою, герцогинею Аквітанії й графинею де Пуатьє, в результаті чого під владу Генріха потрапила більша частина Франції. Спираючись на матеріальні та людські ресурси своєї нової держави, в січні 1153 року Генріх знову висадився в Англії. До того часу позиції Стефана ще більше послабились через боротьбу, яку він вів з архієпископом Кентерберійським і папою римським, в тому числі і щодо можливості передачі англійського престолу своєму синові Євстахію. Війська Генріха і Стефана зустрілися на березі річки Ейвон поблизу Малмсбері. Проливний дощ дезорганізував позиції королівських військ і змусив Стефана відступити. Невдовзі Генріх отримав контроль над усією західною частиною Англії та, пройшовши через Івшем, Глостер і Ковентрі, захопив Уорік і Лестер. Потім анжуйці рушили на Воллінгфорд, обложений армією короля. Остерігаючись повного розгрому, Стефан запропонував перемир'я. Генріх погодився, та після взяття Стемфорда на початку вересня 1153 року воєнні дії припинились.

## Воллінгфордська угода й воцаріння Генріха II (1153—1154 роки)
До кінця 1153 року Стефан, що втомився від війни і втратив цікавість до її продовження після смерті свого сина Євстахія в серпні 1153 року, погодився на укладення мирної угоди. Її умови, що були попередньо намічені у Воллінгфорді, були потім сформульовані представниками обох партій у Вінчестері в листопаді 1153 року й ратифіковані грамотами Генріха і Стефана у Вестмінстері. Генріха було визнано спадкоємцем англійського престолу, замість чого він гарантував збереження за молодшим сином Стефана його володінь у Нормандії та Англії і складання оммажу Стефану своїми прибічниками у західних графствах. На початку 1154 року в Оксфорді англійські барони принесли клятву вірності Генріху як спадкоємцю престолу, а також погодились знести всі замки, незаконно зведені за років громадянської війни.
Навесні 1154 року Генріх повернувся до Нормандії, де він і лишався, поки не отримав звісток про смерть Стефана, яка настала 25 жовтня 1154 року. Він негайно прибув до Англії й 19 грудня 1154 року був коронований королем Англії під ім'ям Генріха II, заснувавши тим самим нову династію на англійському престолі — династію Плантагенетів. Період феодальної анархії завершився, почався процес відродження сильної королівської влади й формування «Анжуйської імперії», що домінувала у Західній Європі упродовж другої половини XII століття.

## Наслідки

### Вплив на економіку й фінансову систему
Питання впливу громадянської війни 1135—1154 років на економіку Англії остаточно не вирішено. Частина дослідників вважає, що період анархії значно підірвав господарство країни, призвів до розорення земель й падіння виробництва. Як підтвердження цієї тези зазвичай наводяться дані оцінки англійських земель у 1156 році для обкладання «данськими грішми», відповідно до якої ставка податку для багатьох областей і міст Середньої Англії була знижена у кілька разів через збиток, завданий у роки громадянської війни.
У той самий час, багато сучасних вчених сперечаються з приводу катастрофічності наслідків громадянської війни для економіки Англії. Власне громадянська війна тривала в Англії не більше дев'яти років — з 1139 до 1148 рік, у той час як наступна п'ятирічка, ймовірно, мало чим відрізнялась від звичайного стану у менш централізованих, ніж Англія, феодальних державах Європи (наприклад, у Франції, Німеччині, Італії), й належала до епохи анархії лише за контрастом з тривалими періодами сильної королівської влади в країні до й після правління Стефана. Масове церковне будівництво, відзначене в Англії в середині XII століття, також свідчить про те, що війна не завдала значного збитку статку суспільства.
Фінансова система Англії періоду правління Стефана залишалась доволі стабільною. Англійські монети, викарбувані за Стефана, відрізнялись повнотою ваги, немає відомостей про обкладення населення у цей період «данськими грішми», практично не постраждала торгівля, що концентрувалась у вірних королю містах східних графств. Прибутки Казначейства, звичайно, істотно зменшились через роздачу Стефаном земель та привілеїв баронам, яких він хотів залучити на свій бік, а робота Палати шахівниці була дезорганізована, однак королю вдавалось віднаходити додаткові джерела фінансування видатків на ведення війни, передусім шляхом займів у міст та стягнення плати за надання хартій вольностей містам і ярмаркам.

### Політичні наслідки
Найважливішим політичним результатом громадянської війни стало різке посилення феодальної аристократії. Король Стефан та імператриця Матильда, намагаючись залучити на свій бік баронів, активно роздавали земельні володіння, замки, привілеї й титули. Якщо 1135 року в Англії було тільки сім графів, то до 1142 року їх число досягло 22. В умовах крайньої слабкості королівської влади, феодали на місцях перетворились майже на повновладних правителів, що утримували у своїх руках судову й адміністративну систему графств. Існують відомості, що найбільші барони самостійно стягували та звільняли від податків, зборів і платежів за користування королівськими лісами, від свого імені видавали обов'язкові до виконання вказівки й накази. Деякі феодали навіть карбували власну монету, щоправда, це стосувалось лише Північної Англії, яка практично не контролювалась Стефаном. Всевладність баронів було ліквідовано лише після вступу на англійський престол Генріха II Плантагенета.

## Основні учасники громадянської війни
| Прибічники короля Стефана: - Ален Чорний, граф Річмонд; - Гуго Біго, граф Норфолк; - Вільям де Браоз; - Генріх Блуаський, єпископ Вінчестера; - Євстахій Блуаський, граф Булонський; - Тібо II де Блуа, граф Шампанський; - Галеран де Бомон, граф де Мьолан; - Роберт де Бомон, граф Лестер; - Роджер де Бомон, граф Уорік; - Г'ю де Бомон, граф Бедфорд; - Вільгельм, граф Омальський; - Вільгельм Іпрський, граф Кент; - Вільгельм де Варенн, граф Суррей; - Гілберт де Гант, граф Лінкольн. - Гілберт де Клер, граф Пембрук; - Вільгельм де Корбейль, архієпископ Кентерберійський; - Матильда Булонська; - Рожер д'Обіньї; - Вільям д'Обіньї, граф Арундел; - Роджер, єпископ Солсбері; - Симон II де Санліс, граф Нортгемптон; - Теобальд, архієпископ Кентерберійський; - Турстан, архієпископ Йоркський; - Роберт де Феррер, 1-й граф Дербі; - Роберт де Феррерс, 2-й граф Дербі. | Прибічники імператриці Матильди: - Аделіза Лувенська; - Гамфрі де Богун; - Обрі де Вер, граф Оксфорд; - Генріх Плантагенет; - Генріх Шотландський, граф Гантінгдон; - Давид I, король Шотландії; - Реджинальд Данстанвільський, граф Корнуолл; - Міль Глостерський, граф Герефорд; - Ранульф де Жернон, граф Честер; - Жоффруа де Мандевіль, граф Ессекс; - Жоффруа Плантагенет, граф Анжуйський; - Гілберт де Клер, граф Хертфорд; - Джон Маршал; - Вільгельм де Мойон, граф Сомерсет; - Симон III де Монфор; - Патрік, граф Солсбері; - Болдуїн де Редверс, граф Девон; - Роберт, граф Глостер; - Вільгельм де Румар, граф Лінкольн; - Вільям Фіц-Алан; - Волтер Фіц-Алан; - Брайєн Фіц-Каунт. |